# Société brésilienne des tramways
La Société Brésilienne des Tramways est créée en 1874 Elle se substitue à MM Becquet frères, bénéficiaires d'une concession, le 15 mars 1872 pour plusieurs lignes de tramways à chevaux dans la ville de Bruxelles en Belgique.

## Histoire
Alors que la Belgian Street Railways and Omnibus Company Limited avait obtenu la concession de plusieurs lignes de tramways à chevaux, MM Becquet frères se voient attribuer deux lignes le 15 mars 1872. Ils forment tout d'abord la Compagnie Becquet puis  la Société Brésilienne des Tramways dont le siège se trouve au Brésil. Le 17 février 1874, la nouvelle société obtient la cession de la concession Becquet et l'autorisation d'exploiter le réseau.
Le 24 novembre 1879, un contrat de fusion est réalisé avec 2 autres compagnies :
- La Belgian Street Railways and Omnibus Company Limited , dite compagnie Vaucamps ;
- La Compagnie des voies ferrées belges, dite compagnie Morris & Sheldon ;

En 1880, cette société est absorbée par la Société Les tramways bruxellois et les lignes intégrées au réseau de cette dernière .

## Les lignes
- Boulevards extérieurs: ligne circulaire ;
- Impasse du Parc — Rond-point Robert Schuman - Quartier Léopold.

L'ensemble des lignes du réseau a une longueur de 10,8 km.